# Govind Perumal
Govind Perumal   (25 de setembre de 1925 - Nala Sopara, 17 de setembre de 2002) va ser un jugador d'hoquei sobre herba indi que va competir durant la dècada de 1950. En el seu palmarès destaquen dues medalles d'or en la competició d'hoquei sobre herba als Jocs Olímpics, el 1952, a Hèlsinki, i el 1956, a Melbourne.